# Christine Lakeland
Christine Lakeland (* 11. července 1954) je americká zpěvačka a kytaristka. Byla manželkou hudebníka JJ Calea a hrála na řadě jeho alb. Po jeho smrti přispěla na album The Breeze: An Appreciation of JJ Cale, které dal dohromady jeho dlouholetý spolupracovník Eric Clapton. Své první sólové album nazvané Veranda vydala v roce 1984. Na nahrávce se kromě Lakeland a Calea podíleli například Spooner Oldham, Fred Tackett a Tim Drummond. Později vydala alba Fireworks (1989), Reckoning (1992) a Turn to Me (1998).